# Peloneustes philarchus
Il peloneuste (Peloneustes philarchus) è un rettile marino estinto, appartenente ai plesiosauri. Visse nel Giurassico medio (Calloviano, circa 162 milioni di anni fa) e i suoi resti fossili sono stati ritrovati in Europa (Inghilterra).

## Descrizione
Questo animale è noto per numerosi esemplari quasi completi, con tanto di crani, che hanno permesso di ricostruire l'aspetto. Peloneustes era un plesiosauro piuttosto piccolo, lungo circa 3 - 4 metri, dotato di un collo corto comprendente 21-22 vertebre e di un cranio lungo quasi 60 centimetri. Come nella maggior parte dei plesiosauri, il corpo era compatto e relativamente appiattito, ed erano presenti quattro arti trasformati in strutture simili a pinne.
L'aspetto di Peloneustes doveva essere molto simile a quello di animali simili come il grande Pliosaurus, ma alcune caratteristiche separavano i due generi; la sinfisi mandibolare, ad esempio, era molto più lunga in Peloneustes (la più lunga di ogni altro pliosauride). Questa struttura conteneva 13-14 paia di denti, di cui le prime 6-7 paia erano a forma di lunghi canini. Vi erano circa 40 denti in ogni ramo di mascella e mandibola; i denti erano a sezione circolare, con particolari striature verticali che si interrompevano a metà del dente. Anche le vertebre cervicali erano particolari: possedevano una sorta di carena nella superficie ventrale.

## Classificazione

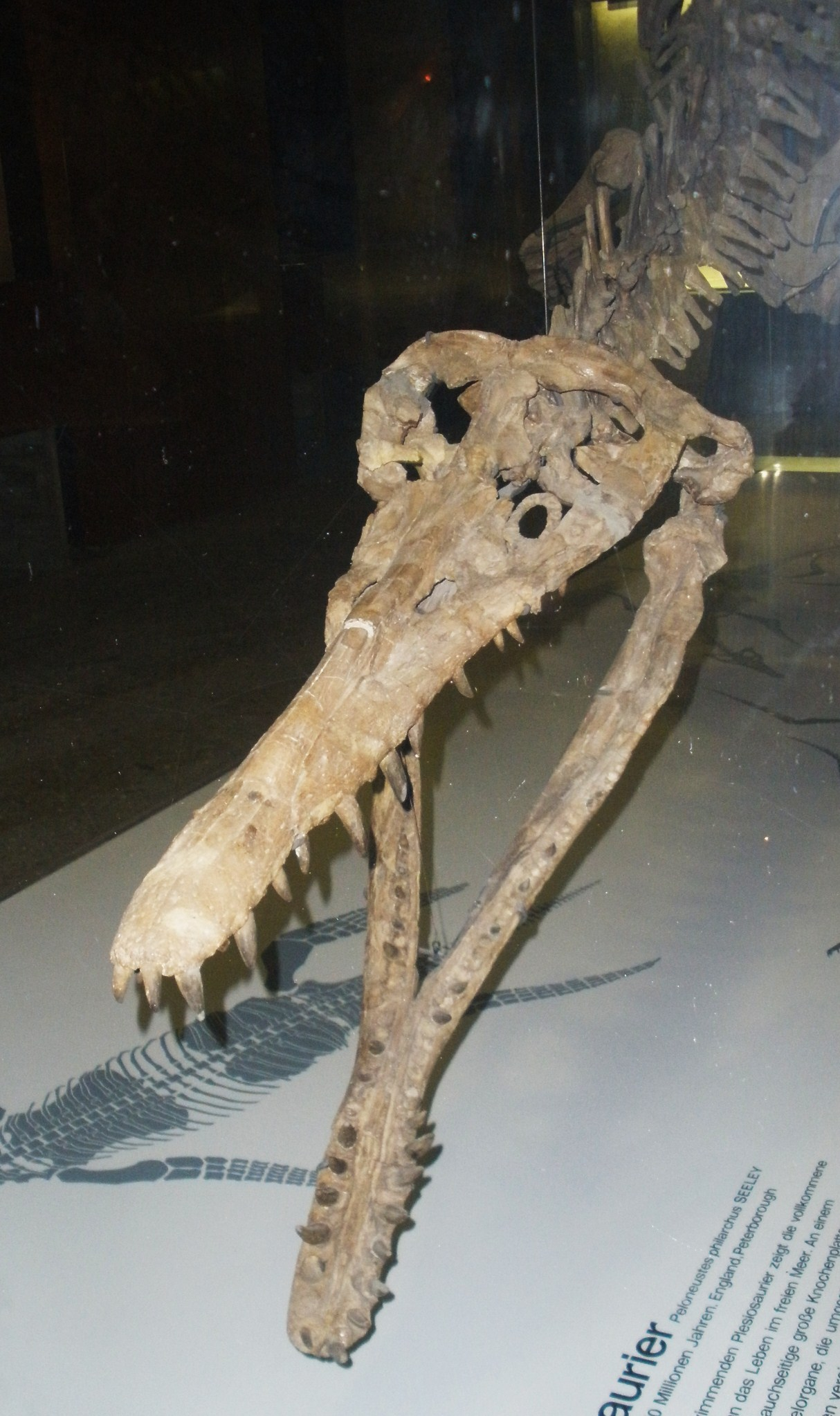
Cranio di Peloneustes. In evidenza la lunga sinfisi mandibolare.

I primi fossili di Peloneustes vennero ritrovati nell'area di Peterborough (Inghilterra), e vennero descritti per la prima volta nel 1869 da Harry Govier Seeley, che li attribuì a una nuova specie del genere Plesiosaurus (P. philarchus). Successivamente, nel 1889, Richard B. Lydekker scelse di istituire un nuovo genere per accogliere questi fossili, Peloneustes appunto. L'olotipo è conservato nel Sedgwick Museum a Cambridge.
Un'altra specie attribuita al genere Peloneustes è P. irgisensis, vissuta in Russia nel Giurassico superiore; questa specie, però, è stata in seguito variamente attribuita al genere Strongylokrotaphus o a Pliosaurus. Altri resti attribuiti al genere Peloneustes sono stati ritrovati in Germania (Sachs, 1997).
Peloneustes è considerato un tipico rappresentante dei pliosauridi, un gruppo di plesiosauri dalla testa allungata e dal collo corto, sviluppatisi nel corso del Giurassico. Peloneustes è strettamente imparentato con i pliosauri più grandi del genere Simolestes (Ketchum e Benson, 2011).

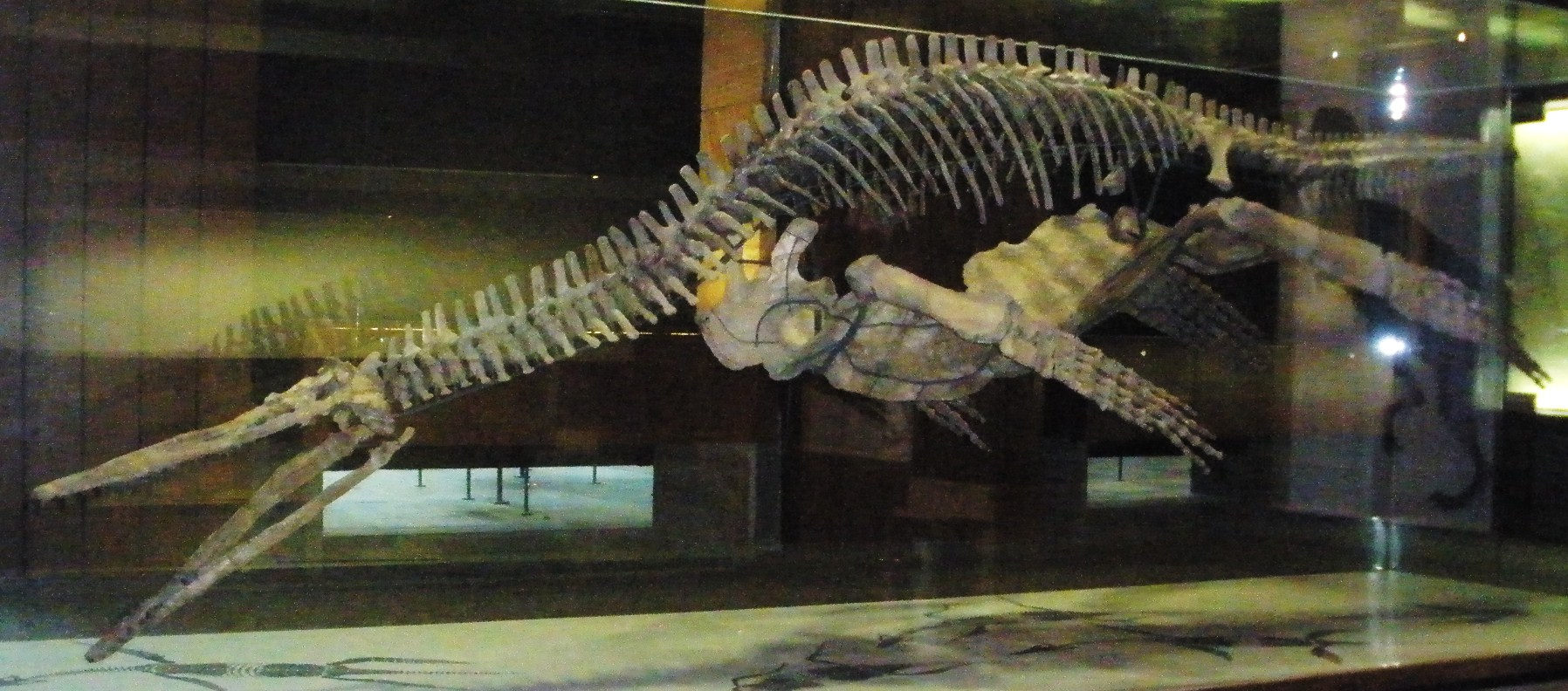
Scheletro di Peloneustes.

## Significato del nome
Il nome generico Peloneustes deriva dal greco e significa "nuotatore dell'argilla", con riferimento alla formazione Oxford Clay (clay in inglese significa "argilla") in cui sono stati ritrovati i fossili. L'epiteto specifico, philarchus, deriva anch'esso dal greco e significa "amante del potere", e probabilmente allude alle potenti mascelle dotate di denti aguzzi.

## Paleoecologia
La testa del peloneuste era lunga e le mascelle erano robuste e armate di denti aguzzi, perfette per afferrare e trattenere i pesci di cui questo animale si nutriva. Le quattro zampe trasformate in “pagaie” erano notevolmente efficaci per direzionarsi durante il nuoto. Il peloneuste doveva essere un forte nuotatore, che vagava per i mari del Giurassico alla ricerca di pesci e cefalopodi. È possibile che questo animale venisse predato da altri pliosauri dalle dimensioni ben più grandi, come Liopleurodon.